# Bucculatrix orophilella
Bucculatrix orophilella is een vlinder uit de familie ooglapmotten (Bucculatricidae). De wetenschappelijke naam is voor het eerst geldig gepubliceerd in 1999 door Nel.
De soort komt voor in Europa.